# دين فوجيوكا
دين فوجيوكا (باليابانية: ディーン・フジオカ) هو عارض ومقدم برامج إذاعية وموسيقي ومخرج وممثل ياباني، ولد في 19 أغسطس 1980 في اليابان.

## وصلات خارجية
- دين فوجيوكا على موقع IMDb (الإنجليزية)
- دين فوجيوكا على موقع ميوزك برينز (الإنجليزية)
- دين فوجيوكا على موقع أول موفي (الإنجليزية)
- دين فوجيوكا على موقع قاعدة بيانات الفيلم (الإنجليزية)
- دين فوجيوكا على موقع كينوبويسك (الروسية)